# Adam Hann-Byrd
Adam Hann-Byrd (23 de fevereiro de 1982) é um ator americano conhecido por seu papel como Fred Tate em Little Man Tate ou como Charles Charlie Deveraux em Halloween H20: 20 Anos Depois. Ele também apareceu no filme Jumanji de 1995 no papel do jovem Alan Parrish, e em The Ice Storm.
Ele nasceu em Nova Iorque, filho de Jacquie Hann, autora e ilustradora de livros infantis, e de Jeff Byrd, um cameraman de televisão. Em 2004, Hann-Byrd licenciou-se pela universidade Wesleyan, em Connecticut, com graus de psicologia e estudos cinematográficos. Adam Hann-Byrd reside atualmente em Los Angeles, CA.

## Filmografia
| Ano  | Filme                         | Papel                      | Observações         |
| ---- | ----------------------------- | -------------------------- | ------------------- |
| 1991 | Little Man Tate               | Fred Tate                  |                     |
| 1993 | Digger                        | Digger                     |                     |
| 1994 | NYPD Blue                     | Nick Williamson            | (2 episódios)       |
| 1995 | Jumanji                       | Jovem Alan Parrish         |                     |
| 1996 | Diabolique                    | Erik Pretzer               |                     |
| 1997 | The Ice Storm                 | Sandy Carver               |                     |
| 1998 | Souvenir                      | Jovem Charles              | (voz)               |
| 1998 | Halloween H20: 20 Years Later | Charles 'Charlie' Deveraux |                     |
| 1999 | The Outer Limits              | Kevin Buchanan             | Episódio "Stranded" |
| 1999 | Uninvited                     | Jovem Tony Grasso          |                     |
| 2009 | Simone                        | Walker                     |                     |